# Tuberolabium phillipsii
Tuberolabium phillipsii är en orkidéart som beskrevs av Choltco. Tuberolabium phillipsii ingår i släktet Tuberolabium och familjen orkidéer.
Artens utbredningsområde är Filippinerna. Inga underarter finns listade i Catalogue of Life.